# 1955 год в литературе

## События
В СССР начинают выходить журналы «Юность» и «Иностранная литература».

## Премии

### Международные
- Нобелевская премия по литературе — Халлдор Кильян Лакснесс, «За яркую эпическую силу, которая возродила великое повествовательное искусство Исландии».

### Великобритания
- Премия Сомерсета Моэма — Кингсли Эмис, «Счастливчик Джим».

### США
- Пулитцеровская премия за художественную книгу — «Притча» Уильяма Фолкнера.
- Пулитцеровская премия за лучшую драму — «Кошка на раскалённой крыше» Теннесси Уильямса.
- Пулитцеровская премия за поэзию — «Собрание стихотворений» Уоллеса Стивенса.

### Франция
- Гонкуровская премия — Роже Икор, «Смешанные воды».
- Премия Ренодо — Жорж Гови, Le Moissonneur d'épines.
- Премия Фемина — Андре Дотель, «Неведомый край».

## Книги

### Романы
- «Возвращение короля» (англ. The Return of the King) — третья часть романа «Властелин колец» Джона Рональда Руэла Толкина.
- «Здравствуй, грусть!» (фр. Bonjour Tristesse) — роман Франсуазы Саган.
- «Конец Вечности» (англ. The End of Eternity) — роман Айзека Азимова.
- «Лолита» (англ. Lolita) — роман Владимира Набокова.
- «Лунный гонщик» (англ. Moonraker) — роман Яна Флеминга.
- «Магелланово облако» (пол. Obłok Magellana) — роман Станислава Лема.
- «Наследники» (англ. The Inheritors) — роман Уильяма Голдинга.
- «Педро Парамо» (исп. Pedro Páramo) — роман Хуана Рульфо.
- «Под давлением» (англ. Under Pressure) — роман Фрэнка Герберта.
- «Последнее искушение Христа» — роман Никоса Казандзакиса.
- «Свет Земли» (англ. Earthlight — роман Артура Кларка.
- «Талантливый мистер Рипли» (англ. The Talented Mr. Ripley) — роман Патриции Хайсмит.
- «Тихий американец» (англ. The Quiet American) — роман Грэма Грина.
- «Тоннель в небе» (англ. Tunnel in the Sky) — роман Роберта Хайнлайна.
- «Хикори Дикори Док» (англ. Hickory Dickory Dock) — роман Агаты Кристи.
- «Хризалиды» (англ. The Chrysalids/Re-Birth — роман Джона Уиндема.
- «Человек с огоньком» — роман Джеймса Патрика Данливи.
- «Это неопределённое чувство» — роман Кингсли Эмис.

### Поэзия
- «Третий снег» — сборник стихов Евгения Евтушенко.
- «Лидер» («Стихи») — посмертный поэтический сборник Лейзера Вольфа.

## Родились
- 2 февраля — Лешек Энгелькинг, польский поэт, писатель и переводчик.
- 8 февраля — Джон Гришэм, американский писатель.
- 12 апреля — Виктор Арнар Ингоульфссон, исландский писатель.
- 25 ноября — Конни Палмен, голландская писательница

## Скончались
- 18 января — Рахмет Сеидов, туркменский советский поэт, прозаик, либреттист, переводчик. Народный писатель Туркменистана (родился в 1910).
- 11 апреля —  Фриц Йенсен, австрийский писатель (родился в 1903).
- 19 июня — Адриенна Монье, французская поэтесса (родилась в 1892).
- 2 августа — Стивенс, Уоллес, американский поэт (родился в 1879).
- 8 августа — Зденек-Матей Кудей, чешский журналист, писатель, переводчик, путешественник (родился в 1881).
- 12 августа — Томас Манн, немецкий писатель, лауреат Нобелевской премии по литературе (родился в 1875).
- 19 ноября — Ансельмо Буччи, итальянский писатель (родился в 1887).